# 科學人道委員會

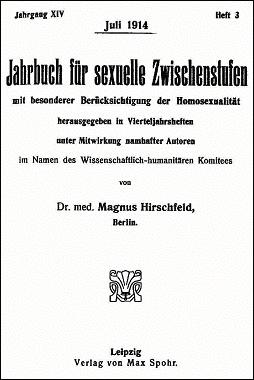
1914年7月版的《中性類型年鑑》

科學人道委員會（德語：Wissenschaftlich-humanitäres Komitee，簡稱WhK）於1897年5月14或15日由馬格努斯·赫希菲爾德在柏林成立，旨在爭取社會承認女同性戀、男同性戀、雙性戀和跨性別人士，並反對他們遭受法律迫害。這是首個LGBT權利組織。組織的座右銘是「通過科學實現正義」，委員會成員來自各行各業。

## 延伸閱讀
- Friedländer, Benedict (1907). Memoir for the Friends and Contributors of the Scientific Humanitarian Committee in the Name of the Secession of the Scientific Humanitarian Committee （页面存档备份，存于）. Journal of Homosexuality. 22 (1-2): 71-84. doi:10.1300/J082v22n01_06